# Karel Natek

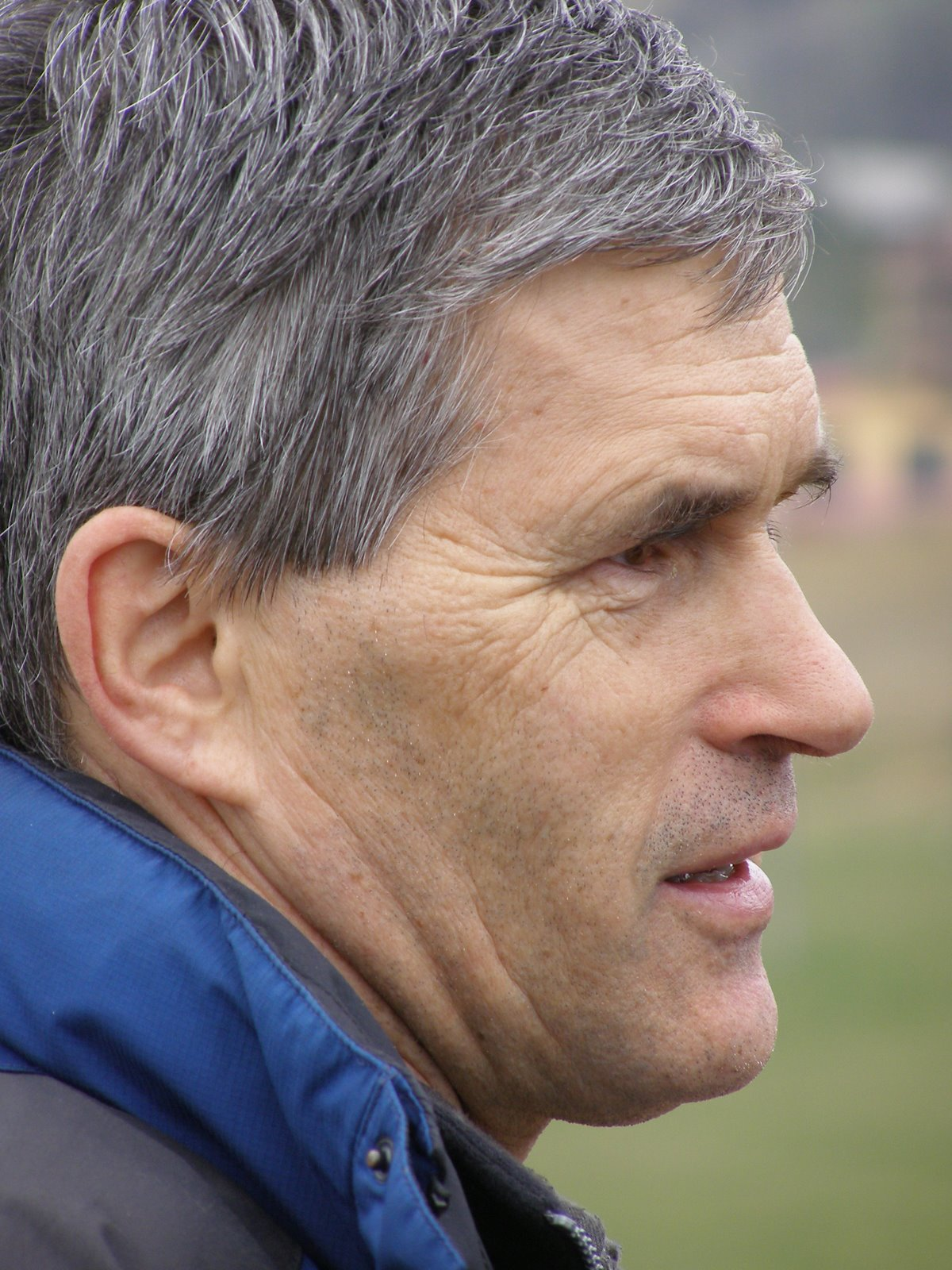
Karel Natek

Karel Natek (* 2. November 1952 in Celje, Jugoslawien) ist ein slowenischer Geograph und Professor an der Universität Ljubljana.

## Biografie
Karel Natek studierte bis 1978 Geographie und Geschichte an der Philosophischen Fakultät in Ljubljana. Von 1979 bis 1994 war er als Forscher am Anton-Melik-Institut für Geographie der Slowenischen Akademie der Wissenschaften und Künste tätig und promovierte im Fach Geomorphologie. Ab 1999 war Natek Hochschullehrer an der Universität Ljubljana und lehrte dort die Fächer Physische Geographie, Geomorphologie, Geographie der Naturkatastrophen. Er ist Mitautor zahlreicher slowenischer Standardwerke der Geographie.